# Cane da pastore dei Pirenei a faccia rasa
Il cane da pastore dei Pirenei a faccia rasa è una razza canina di origine francese riconosciuta dalla FCI (Standard N. 138, Gruppo 1, Sezione 1).

## Storia
Per secoli è rimasto sconosciuto ai più, continuando a portare avanti la sua vita in comune con pastori e greggi nelle zone impervie delle montagne, dormendo all'aperto e accontentandosi di poco cibo. In occasione della prima guerra mondiale numerosi esemplari furono addestrati come ausiliari dei soldati in prima linea, in particolare per la ricerca dei feriti o per il collegamento tra le trincee. Al termine del conflitto erano sopravvissuti solo pochi soggetti, ma la razza ebbe comunque in seguito una discreta diffusione. Nel 1921 venne redatto il primo standard di razza del pastore dei Pirenei. Nel 1926 la razza viene riconosciuta ufficialmente dalla Société centrale canine e dal Ministero dell'agricoltura francese.

## Descrizione
La coda è lunga con uncino finale ma può essere scorciata. I colori sono il nero arlecchino o il fulvo di diverse tonalità; poco diffuso il mantello grigio. Il pelo è corto sulla testa, semilungo sul collo, più lungo sul corpo e al garrese. Gli occhi sono ben aperti e molto scuri, con palpebre bordate di nero. Le orecchie sono abbastanza corte, moderatamentelarghe alla base e non troppo vicine tra loro. In genere sono scorciate. Il cranio è quasi piatto. La testa è di forma triangolare, con muso diritto e piuttosto corto, più lunga rispetto al pastore dei Pirenei. I piedi sono piuttosto ovali e piatti. Grandi somiglianze con il pastore dei Pirenei.

## Carattere
Ha un'indole sostanzialmente tranquilla anche se in genere si riscontra una maggiore tendenza al nervosismo, meno del pastore dei Pirenei. Al di là di questo aspetto il pastore dei Pirenei risulta ubbidiente, con buone attitudini al ruolo di guardiano e pronto a coinvolgere tutti i membri della famiglia nei suoi giochi.

## Cure
Regolari spazzolate al mantello sono in genere sufficienti a mantenerlo in ordine e in buono stato. Come per altre razze a pelo lungo, nel caso del pastore dei Pirenei va però prestata una particolare attenzione ai parassiti che il cane può raccogliere durante le amate passeggiate all'aperto soprattutto durante la primavera.

## Consigli
Dato che è dotato di un carattere decisamente forte e battagliero, questo cane necessita di un padrone che sappia proporgli una buona disciplina di comportamento, coerente e soprattutto senza alcun ricorso alla violenza fisica o comunque psicologica che sia.

## Diffusione
Nel 2004 sono stati iscritti 18 cuccioli ai libri genealogici ENCI fra pastore dei Pirenei e pastore dei Pirenei a faccia rasa e la diffusione è piuttosto costante.

## Caratteristiche
| Adatto per        | Meno adatto per |
| ----------------- | --------------- |
| Compagnia         | Fly ball        |
| Agility dog       | Freestyle       |
|                   | Obedience       |
| Protezione civile |                 |
| Guardia           |                 |
| Difesa            |                 |